# اندیس سیلیس گردنه خوش ییلاق
سیلیس گردنه خوش ییلاق یک اندیس غیرفلزی است که در حوالی شهر رامیان استان سمنان قرار دارد و مادهٔ معدنی موجود در آن، سیلیس است.  